# Deputati della Legislatura 2020-2024 della Romania
Questo elenco riporta i nomi dei deputati della legislatura 2020-2024 della Romania dopo le elezioni parlamentari del 2020 per gruppo parlamentare di adesione nella "composizione storica".

## Riepilogo della composizione

### Riepilogo dei seggi alle liste della Camera dei deputati
Di seguito tabella riassuntiva del numero dei mandati assegnati a ciascun partito e coalizione ad inizio legislatura.
| Liste                    | Liste                                                 | Seggi |
| ------------------------ | ----------------------------------------------------- | ----- |
|                          | Partito Social Democratico                            | 110   |
|                          | Partito Nazionale Liberale                            | 93    |
|                          | Unione Salvate la Romania                             | 38    |
|                          | Partito della Libertà, dell'Unità e della Solidarietà | 17    |
| Totale Alleanza USR PLUS | Totale Alleanza USR PLUS                              | 55    |
|                          | Alleanza per l'Unione dei Romeni                      | 32    |
|                          | Unione Democratica Magiara di Romania                 | 21    |
|                          | Minoranze etniche                                     | 18    |
| Totale                   | Totale                                                | 329   |

### Riepilogo composizione della Camera dei deputati
Di seguito tabella riassuntiva del numero dei mandati suddivisi per gruppo parlamentare ad inizio e fine legislatura e al 1º gennaio di ogni anno.
| Gruppi parlamentari | Gruppi parlamentari                   | Inizio | 2021 | 2022 | 2023 | 2024 | Fine | Differenza tra fine e inizio legislatura |
| ------------------- | ------------------------------------- | ------ | ---- | ---- | ---- | ---- | ---- | ---------------------------------------- |
|                     | Partito Social Democratico            | 110    | 110  | 110  | 108  | 106  | 103  | -7                                       |
|                     | Partito Nazionale Liberale            | 93     | 93   | 79   | 81   | 76   | 75   | -18                                      |
|                     | Unione Salvate la Romania             | 55     | 55   | 55   | 43   | 41   | 38   | -17                                      |
|                     | Alleanza per l'Unione dei Romeni      | 32     | 32   | 30   | 27   | 32   | 23   | -9                                       |
|                     | Unione Democratica Magiara di Romania | 21     | 21   | 20   | 20   | 20   | 20   | -1                                       |
|                     | Minoranze etniche                     | 18     | 18   | 18   | 17   | 17   | 17   | -1                                       |
|                     | Non iscritti                          | -      | -    | 18   | 34   | 36   | 43   | +43                                      |
| Totale              | Totale                                | 329    | 329  | 330  | 330  | 328  | 319  | -10                                      |
| 1.                  |                                       |        |      |      |      |      |      |                                          |

## Gruppi parlamentari

### Partito Social Democratico
Dal febbraio 2021 composto anche dai membri del Partito del Potere Umanista.

#### Presidente
- Ciprian Constantin Șerban (dal 15 giugno 2023)
- Alfred Robert Simonis (fino al 15 giugno 2023)

#### Vicepresidenti
- Adrian Alda
- Radu Mihai Cristescu
- Oana Consuela Florea
- Nicolae Georgescu
- Silviu Nicu Macovei
- Marian Iulian Rasaliu (dal 2 settembre 2024)
- Iulian Alexandru Badea (dal 4 marzo 2024)
- Dumitru Lucian Lungoci (dal 26 febbraio 2024)
- Mirela Elena Adomnicăi (dal 1º settembre 2021)
- Ștefan Ovidiu Popa (fino al 2 settembre 2024)
- Claudiu Augustin Ilișanu (fino al 10 aprile 2024)
- Nicușor Halici (fino al 1º marzo 2022)
- Ciprian Constantin Șerban (fino al 1º febbraio 2022)

#### Segretari
- Nicu Niță
- Vasile Cîtea (dal 1º febbraio 2021)

#### Membri
- Patriciu Achimaș-Cadariu
- Mirela Elena Adomnicăi
- Emil Florin Albotă
- Adrian Alda
- Iulian Alexandru Badea
- Florin Ionuț Barbu
- Eugen Bejinariu
- Constantin Bîrcă
- Simona Bucura Oprescu
- Marius Budăi
- Corneliu Florin Buicu
- Oana-Gianina Bulai
- Steluța Gustica Cătăniciu
- Ana Maria Cătăuță
- Adrian Ionuț Chesnoiu
- Virgil Alin Chirilă
- Marcel Ciolacu
- Vasile Cîtea
- Radu Mihai Cristescu
- Cristina Elena Dinu
- Ileana Cristina Dumitrache
- Raluca Giorgana Dumitrescu
- Costel Neculai Dunava
- Mihai Fifor
- Oana Consuela Florea
- Ionel Floroiu
- Mirela Furtună
- Grațiela Gavrilescu
- Nicolae Georgescu
- Laurențiu Viorel Gîdei
- Dumitrița Gliga
- Nicoleta Matilda Goleac
- Ion Cătălin Grecu
- Sorin Grindeanu
- Georgeta Carmen Holban
- Marius Ionel Iancu
- Natalia Intotero
- Bogdan Gruia Ivan
- Dumitru Lucian Lungoci
- Romeo Daniel Lungu
- Silviu Nicu Macovei
- Ioan Mang
- Claudiu Manta
- Mitică Marius Mărgărit
- Remus Gabriel Mihalcea
- Marian Mina
- Florin Mircea
- Remus Munteanu
- Rodica Nassar
- Florian Claudiu Neaga
- Eugen Neață
- Aurel Nechita
- Nicu Niță
- Daniela Oteșanu
- Rodica Paraschiv
- Nicolae Pavelescu
- Eliza Mădălina Peța Ștefănescu
- Florin Piper Savu
- Radu Mihai Popa
- Ștefan Ovidiu Popa
- Eduard Andrei Popica
- Alexandra Presură
- Alexandru Rafila
- Marian Iulian Rasaliu
- Viorel Salan
- Viorica Sandu
- Adrian Solomon
- Paul Stancu
- Irinel Stativă
- Elena Stoica
- Daniel Suciu
- Ciprian Constantin Șerban
- Gheorghe Șimon
- Dan Constantin Șlincu
- Alina Elena Tănăsescu
- Bogdan Andrei Toader
- Ilie Toma
- Vasilică Toma
- Bogdan Gheorghe Trif
- Daniel Tudorache
- Adriana Diana Tușa
- Marian Țachianu
- Laurențiu Gabriel Țepeluș
- Marius Horia Țuțuianu
- Laura Cătălina Vicol Ciorbă
- Ioan Vulpescu
- Mihai Weber
- Vasile Axinte (dal 5 novembre 2024)
- Adrian Ioan Cionca (dal 5 novembre 2024)
- Ilie Cătălin Fediuc (dal 29 ottobre 2024)
- Georgiana Anca Ardeleanu (dal 22 ottobre 2024)
- Larisa Blanari (dal 22 ottobre 2024)
- Cosmin Răzvan Butuza (dal 22 ottobre 2024)
- Daniel Sorin Gheba (dal 14 ottobre 2024)
- Daniel Florea (fino al 12 settembre 2022 e dal 3 ottobre 2024)
- Maria Stoian (dal 2 settembre 2024)
- Liviu Daniel Patrichi (dal 25 giugno 2024)
- Vasile Budacă (dal 15 aprile 2024)
- Cristina Camelia Rizea (dal 2 aprile 2024)
- Beniamin Todosiu (dal 25 marzo 2024)
- Petre Florin Manole (dal 4 dicembre 2023)
- Laurențiu Daniel Marin (dal 14 marzo 2022)
- Alexandra Huțu (dal 1º febbraio 2021)
- Andi Lucian Cristea (fino al 1º dicembre 2024)
- Dan Cristian Popescu (fino al 12 novembre 2024)
- Romulus Marius Damian (fino all'11 novembre 2024)
- Florin Silviu Hurduzeu (fino al 5 novembre 2024)
- Alfred Robert Simonis (fino al 4 novembre 2024)
- Aurel Bălășoiu (fino al 1º novembre 2024)
- Radu Marcel Tuhuț (fino al 28 ottobre 2024)
- Gheorghe Șoldan (fino al 24 ottobre 2024)
- Gabriel Zetea (fino al 21 ottobre 2024)
- Vlad Popescu (fino al 16 ottobre 2024)
- Daniel Ghiță (fino al 15 ottobre 2024)
- Maya Teodoroiu (fino all'8 ottobre 2024)
- Ștefan Mușoiu (fino al 25 giugno 2024)
- Claudiu Augustin Ilișanu (fino al 10 aprile 2024)
- Marius Eugen Ostaficiuc (fino al 19 febbraio 2024)
- Cornel Vasile Folescu (fino al 5 febbraio 2024)
- Carmen Ileana Mihălcescu (fino al 4 dicembre 2023)
- Ana Loredana Predescu (fino al 21 novembre 2023)
- George Adrian Paladi (fino al 20 marzo 2023)
- Dumitru Coarnă (fino al 4 aprile 2022)
- Nicușor Halici (fino al 1º marzo 2022)
- Constantin Neculai Pătrăuceanu (fino al 1º febbraio 2021)

### Partito Nazionale Liberale

#### Presidente
- Gabriel Andronache

#### Vicepresidenti
- Alexandru Ioan Andrei
- Ioan Cupșa
- Mircea Roșca
- Cristina Trăilă
- George Cătălin Stângă (dal 1º febbraio 2024)
- Vetuța Stănescu (dal 4 settembre 2023)
- Glad Aurel Varga (dal 28 giugno 2023)
- Florin Claudiu Roman (dal 15 giugno 2023)
- Angelica Fădor (dal 1º settembre 2022)
- Tudor Polak (dal 1º settembre 2022)
- Ionuț Marian Stroe (dal 1º febbraio 2022)
- Florin Alexandru Alexe (fino al 1º settembre 2022 e dal 1º febbraio 2023)
- Ovidiu Sergiu Bîlcea (fino al 18 novembre 2024)
- Gabriel Ioan Avrămescu (dal 1º settembre 2022 al 22 dicembre 2023)
- Mircea Fechet (fino al 14 giugno 2023)
- Raluca Turcan (dal 1º febbraio 2022 al 14 giugno 2023)
- Laurențiu Dan Leoreanu (dal 1º febbraio 2022 al 1º settembre 2022)
- Pavel Popescu (fino al 1º febbraio 2022)
- Nicolae Giugea (fino al 2 novembre 2021)
- Alexandru Kocsis Cristea (fino al 27 ottobre 2021)

#### Segretari
- Călin Ioan Bota

#### Membri
- Florin Alexandru Alexe
- Alexandru Ioan Andrei
- Gabriel Andronache
- Onuț Valeriu Atanasiu
- Ioan Balan
- Mircea Marian Banias
- Costel Barbu
- Cristian Tudor Băcanu
- Lucian Bode
- Călin Ioan Bota
- Cristian Buican
- Cristina Burciu
- Sebastian Burduja
- Mara Daniela Calista
- Laurențiu Nicolae Cazan
- Vasile Aurel Căuș
- Cătălina Ciofu
- Daniel Constantin
- Adrian Felician Cozma
- Corneliu Mugurel Cozmanciuc
- Marian Crușoveanu
- Ioan Cupșa
- Florian Emil Dumitru
- Angelica Fădor
- Valentin Ilie Făgărășian
- Mircea Fechet
- Andrei Daniel Gheorghe
- Bogdan Gheorghiu
- Michael Gudu
- Elena Hărătău
- Bogdan Iulian Huțuca
- János Kiss
- Jaro Norbert Marșalic
- Dumitru Mărculescu
- Radu Marin Moisin
- Sorin Dan Moldovan
- Ervin Molnar
- Iulian Alexandru Muraru
- Sorin Năcuță
- Marilen Gabriel Pirtea
- Tudor Polak
- Alexandru Popa
- Cătălin Predoiu
- Răzvan Sorin Prișcă
- Florin Claudiu Roman
- Mircea Roșca
- Dumitru Rujan
- Robert Sighiartău
- Vetuța Stănescu
- George Cătălin Stângă
- Ștefan Bucur Stoica
- Ionuț Marian Stroe
- Cosmin Șandru
- George Șișcu
- Costel Șoptică
- Gigel Știrbu
- Nelu Tătaru
- Christine Thellmann
- Cristina Trăilă
- Raluca Turcan
- Glad Aurel Varga
- Lazăr Faur (dal 10 dicembre 2024)
- Adrian Alui Gheorghe (dal 5 novembre 2024)
- Dorina Maria Cojocaru (dal 29 ottobre 2024)
- Gheorghe Pecingină (fino al 10 ottobre 2023 e dal 28 ottobre 2024)
- Ion Marian Lazăr (dal 23 settembre 2024)
- Cornel Vasile Folescu (dall'8 aprile 2024)
- Ben Oni Ardelean (fino al 3 ottobre 2023 e dal 18 marzo 2024)
- Claudia Benchescu Pecingină (dal 7 febbraio 2024)
- Alina Meclea (dal 7 febbraio 2024)
- Mara Mareș (dal 18 ottobre 2023)
- George Adrian Paladi (dal 25 settembre 2023)
- Nicolae Giugea (fino al 2 novembre 2021 e dal 27 settembre 2022)
- Oana Marciana Özmen (dal 7 giugno 2022)
- Rodica Luminița Barcari (fino al 2 novembre 2021 e dal 1º febbraio 2022)
- Agnes Cristina Vecerdi (dal 10 marzo 2021 al 1º dicembre 2024)
- Iuliu Alin Udriște (dal 2 settembre 2024 al 22 novembre 2024)
- Ovidiu Sergiu Bîlcea (fino al 18 novembre 2024)
- Laurențiu Dan Leoreanu (fino al 1º novembre 2024)
- George Cristian Tuță (fino al 24 ottobre 2024)
- Olivia Diana Morar (fino al 21 ottobre 2024)
- Ion Alin Dan Ignat (dal 14 marzo 2022 al 16 settembre 2024)
- Liviu Ioan Balint (fino al 16 settembre 2024)
- Ioan Sabin Sărmaș (fino al 10 settembre 2024)
- Virgil Daniel Popescu (fino al 15 luglio 2024)
- Maria Stoian (fino al 21 maggio 2024)
- Gabriel Ioan Avrămescu (fino al 22 dicembre 2023)
- Maria Gabriela Horga (fino al 20 dicembre 2023)
- Florică Ică Calotă (fino al 13 novembre 2023)
- Pavel Popescu (fino all'11 ottobre 2023)
- Dan Vîlceanu (fino al 10 ottobre 2023)
- Dumitru Flucuș (fino al 1º marzo 2022)
- Corneliu Olar (fino al 15 febbraio 2022)
- Violeta Alexandru (fino al 5 novembre 2021)
- Gheorghe Adrian Miuțescu (fino al 4 novembre 2021)
- Bogdan Alexandru Bola (fino al 2 novembre 2021)
- Claudiu Martin Chira (fino al 2 novembre 2021)
- Ionel Dancă (fino al 2 novembre 2021)
- George Ionescu (fino al 2 novembre 2021)
- Gabriel Plăiașu (fino al 2 novembre 2021)
- Constantin Șovăială (fino al 2 novembre 2021)
- Ion Ștefan (fino al 2 novembre 2021)
- Antonel Tănase (fino al 2 novembre 2021)
- Alexandru Kocsis Cristea (fino al 27 ottobre 2021)
- Ludovic Orban (fino al 26 ottobre 2021)
- Ionuț Sorin Banciu (fino all'8 marzo 2021)

### Unione Salvate la Romania
Fino al giugno 2021 denominato Gruppo dell'Alleanza USR PLUS.

#### Presidente
- Ionuț Moșteanu

#### Vicepresidenti
- Silviu Dehelean
- Bogdan Ionel Rodeanu
- Violeta Alexandru (dal 2 settembre 2024)
- Mihai Cătălin Botez (dal 1º febbraio 2024)
- Diana Stoica (fino al 1º febbraio 2022 e dall'8 maggio 2023)
- Pollyanna Hanellore Hangan (dal 1º febbraio 2023)
- Stelian Ion (dal 1º febbraio 2023)
- Denisa Elena Neagu (dal 1º febbraio 2023)
- Viorel Băltărețu (dal 1º febbraio 2022)
- Cristina Mădălina Pruna (dal 1º febbraio 2022)
- Diana Anda Buzoianu (dal 1º settembre 2021)
- Oana Murariu (dal 1º settembre 2021)
- Emanuel Dumitru Ungureanu (dal 1º febbraio 2021)
- Cristian Gabriel Seidler (fino al 2 settembre 2024)
- Oana Silvia Țoiu (dal 15 aprile 2024 al 2 settembre 2024)
- Cristian Paul Ichim (dal 1º febbraio 2022 al 27 giugno 2022)
- Iulian Bulai (fino al 1º febbraio 2022)
- Dragoș Cătălin Teniță (fino al 1º febbraio 2022)
- Oana Alexandra Cambera (fino al 1º settembre 2021)
- Andrei Răzvan Lupu (fino al 1º settembre 2021)

#### Segretari
- Ștefan Iulian Lőrincz
- Daniel Liviu Toda (dal 1º febbraio 2022 al 27 giugno 2022)

#### Membri
- Alin Gabriel Apostol
- Mihai Alexandru Badea
- Viorel Băltărețu
- Monica Elena Berescu
- Daniel Codruț Blaga
- Mihai Cătălin Botez
- Iulian Bulai
- Diana Anda Buzoianu
- Brian Cristian
- Silviu Dehelean
- Andrei Iulian Drancă
- Cătălin Drulă
- Nicu Fălcoi
- Adrian Giurgiu
- Pollyanna Hanellore Hangan
- Filip Havârneanu
- Victor Ilie
- Stelian Ion
- Teodor Lazăr
- Ștefan Iulian Lőrincz
- Marius Andrei Miftode
- Radu Dinel Miruță
- Radu Iulian Molnar
- Oana Murariu
- Ionuț Moșteanu
- Claudiu Năsui
- Denisa Elena Neagu
- Radu Panait
- Tudor Rareș Pop
- Cristina Mădălina Pruna
- Bogdan Ionel Rodeanu
- Cristian Gabriel Seidler
- Diana Stoica
- Eugen Terente
- Oana Silvia Țoiu
- Emanuel Dumitru Ungureanu
- Adrian Wiener
- Violeta Alexandru (dal 2 settembre 2024)
- Marius Vulcan (dal 15 luglio 2024 al 5 novembre 2024)
- Radu Tudor Ciornei (fino al 23 settembre 2024)
- Ion Marian Lazăr (fino al 23 settembre 2024)
- Dan Barna (fino al 15 luglio 2024)
- Beniamin Todosiu (fino al 25 marzo 2024)
- Cosette Chichirău (fino al 4 settembre 2023)
- Daniel Sorin Gheba (fino al 1º febbraio 2023)
- Mihai Laurențiu Polițeanu (fino al 31 ottobre 2022)
- Simina Geanina Daniela Tulbure (fino al 6 settembre 2022)
- Dragoș Cătălin Teniță (fino al 1º settembre 2022)
- Tudor Vlad Benga (fino al 27 giugno 2022)
- Oana Alexandra Cambera (fino al 27 giugno 2022)
- Cristian Paul Ichim (fino al 27 giugno 2022)
- Daniel Liviu Toda (fino al 27 giugno 2022)
- Lóránt Zoltan Sas (fino al 22 giugno 2022)
- Alin Costel Prunean (fino al 21 giugno 2022)
- Cristina Camelia Rizea (fino al 20 giugno 2022)
- Andrei Răzvan Lupu (fino al 7 giugno 2022)
- Oana Marciana Özmen (fino al 7 giugno 2022)

### Alleanza per l'Unione dei Romeni

#### Presidente
- Ilie Alin Coleșa (dal 4 settembre 2023)
- Antonio Andrușceac (dal 1º settembre 2022 al 4 settembre 2023)
- George Simion (fino al 1º settembre 2022)

#### Vicepresidenti
- Antonio Andrușceac (dal 4 settembre 2023)
- Mircea Chelaru (dal 4 settembre 2023)
- Sorin Titus Muncaciu (dal 4 settembre 2023)
- Ringo Dămureanu (fino al 1º febbraio 2021 e dal 1º febbraio 2024 al 21 ottobre 2024)
- Georgel Badiu (dal 1º febbraio 2021 al 1º settembre 2022 e dal 4 settembre 2023)
- Dan Tanasă (fino al 1º febbraio 2021 e dal 4 settembre 2023)
- George Simion (dal 1º settembre 2022)
- Adrian George Axinia (fino al 25 giugno 2024)
- Ilie Alin Coleșa (dal 4 maggio 2022 al 4 settembre 2023)
- Daniel Gheorghe Rusu (dal 1º febbraio 2021 al 4 maggio 2022)

#### Segretari
- Mihail Albișteanu (dal 4 settembre 2023)
- Dumitrina Mitrea (dal 4 settembre 2023)
- Silviu Titus Păunescu (dal 4 settembre 2023)
- Gianina Șerban (dal 1º febbraio 2021)
- Darius Pop (dal 4 settembre 2023 al 2 dicembre 2024)
- Lilian Scripnic (dal 4 settembre 2023 al 21 ottobre 2024)
- Ciprian Titi Stoica (dall'11 aprile 2022 al 4 settembre 2023)
- Dumitru Viorel Focșa (fino al 1º febbraio 2023)
- Ciprian Ciubuc (fino all'11 aprile 2022)
- Georgel Badiu (fino al 1º febbraio 2021)

#### Membri
- Dorel Gheorghe Acatrinei
- Mihail Albișteanu
- Antonio Andrușceac
- Georgel Badiu
- Călin Constantin Balabșciuc
- Mircea Chelaru
- Ilie Alin Coleșa
- Cristian Daniel Ivănuță
- Dumitrina Mitrea
- Sorin Titus Muncaciu
- Silviu Titus Păunescu

- Lucian Florin Pușcașu
- George Simion
- Ciprian Titi Stoica
- Sebastian Ilie Suciu
- Gianina Șerban
- Dan Tanasă
- Boris Volosatîi
- Daniel Gheorghe Rusu (fino al 4 maggio 2022 e dal 28 ottobre 2024)
- Petre Pușcașu (dal 25 giugno 2024)
- Dănuț Aelenei (fino al 29 marzo 2022 e dal 30 maggio 2023)
- Radu Vicențiu Grădinaru (dal 5 aprile 2022)
- Dumitru Flucuș (dal 22 marzo 2022)
- Darius Pop (fino al 2 dicembre 2024)
- Marius Eugen Ostaficiuc (dal 19 febbraio 2024 al 28 ottobre 2024)
- Ringo Dămureanu (fino al 21 ottobre 2024)
- Lilian Scripnic (fino al 21 ottobre 2024)
- Daniel Sorin Gheba (dal 2 maggio 2023 al 14 ottobre 2024)
- Ana Loredana Predescu (dal 21 novembre 2023 al 1º settembre 2024)
- Daniel Florea (dal 13 novembre 2023 all'8 agosto 2024)
- Adrian George Axinia (fino al 25 giugno 2024)
- Florică Ică Calotă (dal 13 novembre 2023 al 27 maggio 2024)
- Cornel Vasile Folescu (dal 5 febbraio 2024 all'8 aprile 2024)
- Dumitru Viorel Focșa (fino al 6 febbraio 2023 e dal 13 novembre 2023 al 4 marzo 2024)
- Raisa Enachi (fino al 19 febbraio 2024)
- Dumitru Coarnă (dal 19 giugno 2023 al 5 febbraio 2024)
- Raluca Maria Borta (dal 12 settembre 2023 al 13 novembre 2023)
- Vasile Nagy (fino al 3 aprile 2023)
- Ciprian Ciubuc (fino al 13 aprile 2022)
- Nicolae Roman (fino al 28 marzo 2022)
- Lucian Feodorov (fino al 16 marzo 2022)
- Anamaria Gavrilă (fino al 1º settembre 2021)
- Mihai Ioan Lasca (fino all'8 marzo 2021)

### Unione Democratica Magiara di Romania

#### Presidente
- Botond Csoma

#### Vicepresidenti
- Zacharie Benedek
- Ödön Szabó

#### Segretari
- Szabolcs Nagy

#### Membri
- Sándor Bende
- Zacharie Benedek
- Rozália Biró
- Éva Andrea Csép
- Botond Csoma
- Petru Farago
- Károly Gál
- Gábor Hajdu
- Attila Kelemen
- Hunor Kelemen
- Anquetil Károly Kolcsár
- Csaba Könczei
- József György Kulcsár Terza
- László Zsolt Ladányi
- Loránd Bálint Magyar
- Zoltán Miklós
- Szabolcs Nagy
- Dénes Seres
- Ödön Szabó
- Zoltán Zakarias
- Norbert Apjok (fino all'8 febbraio 2021)

### Minoranze etniche

#### Presidente
- Varujan Pambuccian

#### Vicepresidenti
- Giureci Slobodan Ghera (dal 1º febbraio 2021)
- Ionel Stancu (dal 1º febbraio 2021)
- Ovidiu Victor Ganț (fino al 1º febbraio 2021)
- Dragoș Gabriel Zisopol (fino al 1º febbraio 2021)

#### Segretari
- Ognean Crîstici (dal 1º febbraio 2021)
- Gheorghe Nacov (dal 1º febbraio 2021)
- Iulius Marian Firczak (fino al 1º febbraio 2021)
- Giureci Slobodan Ghera (fino al 1º febbraio 2021)

#### Membri
- Varol Amet
- Ognean Crîstici
- Silviu Feodor
- Iulius Marian Firczak
- Ovidiu Victor Ganț
- Giureci Slobodan Ghera
- Iusein Ibram
- Ghervazen Longher
- Cătălin Zamfir Manea
- Adrian Miroslav Merka
- Gheorghe Nacov
- Varujan Pambuccian
- Nicolae Miroslav Petrețchi
- Ionel Stancu
- Bogdan Alin Stoica
- Silviu Vexler
- Dragoș Gabriel Zisopol
- Andi-Gabriel Grosaru (fino al 14 giugno 2022)

### Non iscritti

#### Membri
- Romulus Marius Damian (dall'11 novembre 2024)
- Marius Vulcan (dal 5 novembre 2024)
- Olivia Diana Morar (dal 21 ottobre 2024)
- Ringo Dămureanu (dal 21 ottobre 2024)
- Lilian Scripnic (dal 21 ottobre 2024)
- Daniel Ghiță (dal 15 ottobre 2024)
- Radu Tudor Ciornei (dal 23 settembre 2024)
- Ion Alin Dan Ignat (dal 16 settembre 2024)
- Liviu Ioan Balint (dal 16 settembre 2024)
- Ioan Sabin Sărmaș (dal 10 settembre 2024)
- Ana Loredana Predescu (dal 1º settembre 2024)
- Florică Ică Calotă (dal 27 maggio 2024)
- Dumitru Viorel Focșa (dal 6 febbraio 2023 al 13 novembre 2023 e dal 4 marzo 2024)
- Raisa Enachi (dal 19 febbraio 2024)
- Dumitru Coarnă (dal 4 aprile 2022 al 19 giugno 2023 e dal 5 febbraio 2024)
- Raluca Maria Borta (dal 13 novembre 2023)
- Dan Vîlceanu (dal 10 ottobre 2023)
- Vasile Nagy (dal 3 aprile 2023)
- Simina Geanina Daniela Tulbure (dal 6 settembre 2022)
- Tudor Vlad Benga (dal 27 giugno 2022)
- Oana Alexandra Cambera (dal 27 giugno 2022)
- Cristian Paul Ichim (dal 27 giugno 2022)
- Daniel Liviu Toda (dal 27 giugno 2022)
- Lóránt Zoltan Sas (dal 22 giugno 2022)
- Alin Costel Prunean (dal 21 giugno 2022)
- Andi-Gabriel Grosaru (dal 14 giugno 2022)
- Andrei Răzvan Lupu (dal 7 giugno 2022)
- Ciprian Ciubuc (dal 13 aprile 2022)
- Nicolae Roman (dal 28 marzo 2022)
- Norbert Apjok (dall'8 febbraio 2021)
- Mihai Ioan Lasca (dall'8 marzo 2021)
- Anamaria Gavrilă (dal 1º settembre 2021)
- Alexandru Kocsis Cristea (dal 27 ottobre 2021)
- Ludovic Orban (dal 26 ottobre 2021)
- Bogdan Alexandru Bola (dal 2 novembre 2021)
- Claudiu Martin Chira (dal 2 novembre 2021)
- Ionel Dancă (dal 2 novembre 2021)
- George Ionescu (dal 2 novembre 2021)
- Gabriel Plăiașu (dal 2 novembre 2021)
- Constantin Șovăială (dal 2 novembre 2021)
- Ion Ștefan (dal 2 novembre 2021)
- Antonel Tănase (dal 2 novembre 2021)
- Gheorghe Adrian Miuțescu (dal 4 novembre 2021)
- Dragoș Cătălin Teniță (dal 1º settembre 2022 al 12 dicembre 2024)
- Cosette Chichirău (dal 4 settembre 2023 al 5 novembre 2024)
- Gheorghe Pecingină (dal 10 ottobre 2023 al 28 ottobre 2024)
- Daniel Gheorghe Rusu (dal 4 maggio 2022 al 28 ottobre 2024)
- Mihai Laurențiu Polițeanu (dal 31 ottobre 2022 al 26 ottobre 2024)
- Daniel Florea (dal 12 settembre 2022 al 13 novembre 2023 e dall'8 agosto 2024 al 3 ottobre 2024)
- Violeta Alexandru (dal 5 novembre 2021 al 2 settembre 2024)
- Maria Stoian (dal 21 maggio 2024 al 10 settembre 2024)
- Cristina Camelia Rizea (dal 20 giugno 2022 al 2 aprile 2024)
- Ben Oni Ardelean (dal 3 ottobre 2023 al 18 marzo 2024)
- Francisc Tobă (dal 17 febbraio 2021 al 15 agosto 2023)
- Dănuț Aelenei (dal 29 marzo 2022 al 30 maggio 2023)
- Daniel Sorin Gheba (dal 1º febbraio 2023 al 2 maggio 2023)
- George Adrian Paladi (dal 20 marzo 2023 al 25 settembre 2023)
- Rodica Luminița Barcari (dal 2 novembre 2021 al 1º febbraio 2022)
- Dumitru Flucuș (dal 1º al 22 marzo 2022)
- Nicolae Giugea (dal 2 novembre 2021 al 27 settembre 2022)

## Modifiche intervenute

### Modifiche intervenute nella composizione della Camera
- Il 1º febbraio 2021 a Constantin Neculai Pătrăuceanu (Partito Social Democratico), dimessosi il 4 gennaio 2021, subentra Alexandra Huțu (Partito Social Democratico)[1].
- Il 17 febbraio 2021 viene convalidato il mandato di Francisc Tobă (Non iscritti)[2].
- Il 10 marzo 2021 a Ionuț Sorin Banciu (Partito Nazionale Liberale), dimessosi l'8 marzo 2021 per rivestire l'incarico di segretario di Stato del ministero dell'ambiente[3], subentra Cristina Agnes Vecerdi (Partito Nazionale Liberale).
- Il 14 marzo 2022 a Corneliu Olar (Partito Nazionale Liberale), deceduto il 15 febbraio 2022[4], subentra Ion Alin Dan Ignat (Partito Nazionale Liberale).
- Il 14 marzo 2022 a Nicușor Halici (Partito Social Democratico), nominato prefetto del distretto di Vrancea e dimessosi il 1º marzo 2022[5], subentra Laurențiu Daniel Marin (Partito Social Democratico).
- Il 5 aprile 2022 a Lucian Feodorov (Alleanza per l'Unione dei Romeni), deceduto il 16 marzo 2022[6], subentra Radu Vicențiu Grădinaru (Alleanza per l'Unione dei Romeni).
- Il 12 settembre 2023 a Francisc Tobă (Non iscritti), deceduto il 15 agosto 2023, subentra Raluca Maria Borta (Alleanza per l'Unione dei Romeni)[7].
- Il 18 ottobre 2023 a Pavel Popescu (Partito Nazionale Liberale), dimessosi l'11 ottobre 2023 per rivestire l'incarico di segretario di vicepresidente dell'ANCOM[8], subentra Mara Mareș (Partito Nazionale Liberale).
- Il 4 dicembre 2023 a Carmen Ileana Mihălcescu (Partito Social Democratico), dimessasi il 1º dicembre 2023 dopo essere stata nominata console a Salonicco, subentra Petre Florin Manole (Partito Social Democratico)[9].
- Il 7 febbraio 2024 a Maria Gabriela Horga (Partito Nazionale Liberale), dimessasi il 20 dicembre 2023 per rivestire l'incarico di vicepresidente dell'Autorità di sorveglianza finanziaria (ASF)[10], subentra Alina Meclea (Partito Nazionale Liberale).
- Il 7 febbraio 2024 a Gabriel Ioan Avrămescu (Partito Nazionale Liberale), dimessosi il 22 dicembre 2023 per rivestire l'incarico di primo vicepresidente dell'Autorità di sorveglianza finanziaria (ASF)[10], subentra Claudia Benchescu Pecingină (Partito Nazionale Liberale).
- Il 15 aprile 2024 a Claudiu Augustin Ilișanu (Partito Social Democratico), dimessosi il 10 aprile 2024 per rivestire l'incarico di prefetto del distretto di Bacău[11], subentra Vasile Budacă (Partito Social Democratico).
- Il 25 giugno 2024 a Ștefan Mușoiu (Partito Social Democratico) e Adrian George Axinia (Alleanza per l'Unione dei Romeni), dimessisi per rivestire l'incarico di europarlamentare, subentrano Liviu Daniel Patrichi (Partito Social Democratico) e Petre Pușcașu (Alleanza per l'Unione dei Romeni).
- Il 15 luglio 2024 a Dan Barna (Unione Salvate la Romania), dimessosi per rivestire l'incarico di europarlamentare, subentra Marius Vulcan (Unione Salvate la Romania).
- Il 2 settembre 2024 a Virgil Daniel Popescu (Partito Nazionale Liberale), dimessosi il 15 luglio 2024 per rivestire l'incarico di europarlamentare, subentra Iuliu Alin Udriște (Partito Nazionale Liberale).
- Il 22 ottobre 2024 a Maya Teodoroiu (Partito Social Democratico), deceduta l'8 ottobre 2024[12] subentra Georgiana Anca Ardeleanu (Partito Social Democratico); a Gabriel Zetea (Partito Social Democratico), dimessosi il 21 ottobre 2024 per non beneficiare della pensione parlamentare[13], subentra Cosmin Răzvan Butuza (Partito Social Democratico); a Vlad Popescu (Partito Social Democratico), dimessosi il 16 ottobre 2024 dopo essere stato eletto sindaco del Settore 5 (Bucarest)[14], subentra Larisa Blanari (Partito Social Democratico).
- Il 26 ottobre 2024 Mihai Laurențiu Polițeanu (Non iscritti) si dimette dopo essere stato eletto sindaco di Ploiești.
- Il 28 ottobre 2024 Radu Marcel Tuhuț (Partito Social Democratico) si dimette dopo essere stato eletto sindaco di Abrud[15].
- Il 29 ottobre 2024 a Gheorghe Șoldan (Partito Social Democratico), dimessosi il 24 ottobre 2024 dopo essere stato eletto presidente del consiglio distrettuale di Suceava[16], subentra Ilie Cătălin Fediuc (Partito Social Democratico); a George Cristian Tuță (Partito Nazionale Liberale), dimessosi il 24 ottobre 2024 dopo essere stato eletto sindaco del Settore 1 (Bucarest), subentra Dorina Maria Cojocaru (Partito Nazionale Liberale).
- Il 1º novembre 2024 Aurel Bălășoiu (Partito Social Democratico), si dimette dopo essere stato eletto sindaco di Rociu[17].
- Il 5 novembre 2024 a Alfred Simonis (Partito Social Democratico), dimessosi il 4 novembre 2024 dopo essere stato eletto presidente del consiglio distrettuale di Timiș[18], subentra Adrian Ioan Cionca (Partito Social Democratico); a Marius Eugen Ostaficiuc (Alleanza per l'Unione dei Romeni), dimessosi il 28 ottobre 2024, subentra Vasile Axinte (Partito Social Democratico); a Dan Laurențiu Leoreanu (Partito Nazionale Liberale), dimessosi il 1º novembre 2024 dopo essere stato eletto sindaco di Roman, subentra Adrian Alui Gheorghe (Partito Nazionale Liberale).
- Il 5 novembre 2024 Florin Silviu Hurduzeu (Partito Social Democratico) si dimette dopo essere stato eletto presidente del consiglio distrettuale di Caraș-Severin[19]; Cosette Chichirău (Non iscritti) si dimette dopo essere stata eletta consigliere locale di Iași[20].
- Il 12 novembre 2024 Dan Cristian Popescu (Partito Social Democratico) si dimette dopo essere stato eletto consigliere generale del municipio di Bucarest.[21].
- Il 22 novembre 2024 Iuliu Alin Udriște (Partito Nazionale Liberale) si dimette.
- Il 1º dicembre 2024 Cristina Agnes Vecerdi (Partito Nazionale Liberale) si dimette; Andi Lucian Cristea (Partito Social Democratico) si dimette per rivestire l'incarico di europarlamentare.
- Il 2 dicembre 2024 Darius Pop (Alleanza per l'Unione dei Romeni) si dimette.
- Il 10 dicembre 2024 a Ovidiu Sergiu Bîlcea (Partito Nazionale Liberale), dimessosi il 18 novembre 2024 dopo essere stato eletto consigliere del Distretto di Arad[21], subentra Lazăr Faur (Partito Nazionale Liberale).
- Il 12 dicembre 2024 Dragoș Cătălin Teniță (Non iscritti) si dimette dopo essere stato eletto consigliere generale del municipio di Bucarest.

### Modifiche intervenute nella composizione dei gruppi
Partito Social Democratico
- Il 4 aprile 2022 lascia il gruppo Dumitru Coarnă, che aderisce al gruppo dei Non iscritti.
- Il 12 settembre 2022 lascia il gruppo Daniel Florea, che aderisce al gruppo dei Non iscritti.
- Il 20 marzo 2023 lascia il gruppo George Adrian Paladi, che aderisce al gruppo dei Non iscritti.
- Il 21 novembre 2023 lascia il gruppo Ana Loredana Predescu, che aderisce al gruppo dell'Alleanza per l'Unione dei Romeni.
- Il 5 febbraio 2024 lascia il gruppo Cornel Vasile Folescu, che aderisce al gruppo dell'Alleanza per l'Unione dei Romeni.
- Il 19 febbraio 2024 lascia il gruppo Marius Eugen Ostaficiuc, che aderisce al gruppo dell'Alleanza per l'Unione dei Romeni.
- Il 25 marzo 2024 aderisce al gruppo Beniamin Todosiu, proveniente dal gruppo dell'Unione Salvate la Romania.
- Il 2 aprile 2024 aderisce al gruppo Cristina Camelia Rizea, proveniente dal gruppo dei Non iscritti.
- Il 2 settembre 2024 aderisce al gruppo Maria Stoian, proveniente dal gruppo dei Non iscritti.
- Il 3 ottobre 2024 aderisce al gruppo Daniel Florea, proveniente dal gruppo dei Non iscritti.
- Il 14 ottobre 2024 aderisce al gruppo Daniel Sorin Gheba, proveniente dal gruppo dell'Alleanza per l'Unione dei Romeni.
- Il 15 ottobre 2024 lascia il gruppo Daniel Ghiță, che aderisce al gruppo dei Non iscritti.
- L'11 novembre 2024 lascia il gruppo Romulus Marius Damian, che aderisce al gruppo dei Non iscritti.

Partito Nazionale Liberale
- Il 26 ottobre 2021 lascia il gruppo Ludovic Orban, che aderisce al gruppo dei Non iscritti.
- Il 27 ottobre 2021 lascia il gruppo Alexandru Kocsis Cristea, che aderisce al gruppo dei Non iscritti.
- Il 2 novembre 2021 lasciano il gruppo Rodica Luminița Barcari, Bogdan Alexandru Bola, Claudiu Martin Chira, Ionel Dancă, Nicolae Giugea, George Ionescu, Gabriel Plăiașu, Constantin Șovăială, Ion Ștefan e Antonel Tănase, che aderiscono al gruppo dei Non iscritti.
- Il 4 novembre 2021 lascia il gruppo Gheorghe Adrian Miuțescu, che aderisce al gruppo dei Non iscritti.
- Il 5 novembre 2021 lascia il gruppo Violeta Alexandru, che aderisce al gruppo dei Non iscritti.
- Il 1º febbraio 2022 aderisce al gruppo Rodica Luminița Barcari, proveniente dal gruppo dei Non iscritti.
- Il 1º marzo 2022 lascia il gruppo Dumitru Flucuș, che aderisce al gruppo dei Non iscritti.
- Il 7 giugno 2022 aderisce al gruppo Oana Marciana Özmen, proveniente dal gruppo dell'Unione Salvate la Romania.
- Il 27 settembre 2022 aderisce al gruppo Nicolae Giugea, proveniente dal gruppo dei Non iscritti.
- Il 25 settembre 2023 aderisce al gruppo George Adrian Paladi, proveniente dal gruppo dei Non iscritti.
- Il 3 ottobre 2023 lascia il gruppo Ben Oni Ardelean, che aderisce al gruppo dei Non iscritti.
- Il 10 ottobre 2023 lasciano il gruppo Gheorghe Pecingină e Dan Vîlceanu, che aderiscono al gruppo dei Non iscritti.
- Il 13 novembre 2023 lascia il gruppo Florică Ică Calotă, che aderisce al gruppo dell'Alleanza per l'Unione dei Romeni.
- Il 18 marzo 2024 aderisce al gruppo Ben Oni Ardelean, proveniente dal gruppo dei Non iscritti.
- L'8 aprile 2024 aderisce al gruppo Cornel Vasile Folescu, proveniente dal gruppo dell'Alleanza per l'Unione dei Romeni.
- Il 21 maggio 2024 lascia il gruppo Maria Stoian, che aderisce al gruppo dei Non iscritti.
- Il 10 settembre 2024 lascia il gruppo Ioan Sabin Sărmaș, che aderisce al gruppo dei Non iscritti.
- Il 16 settembre 2024 lasciano il gruppo Ion Alin Dan Ignat e Liviu Ioan Balint, che aderiscono al gruppo dei Non iscritti.
- Il 23 settembre 2024 aderisce al gruppo Ion Marian Lăzar, proveniente dal gruppo dell'Unione Salvate la Romania.
- Il 21 ottobre 2024 lascia il gruppo Olivia Diana Morar, che aderisce al gruppo dei Non iscritti.
- Il 28 ottobre 2024 aderisce al gruppo Gheorghe Pecingină, proveniente dal gruppo dei Non iscritti.

Unione Salvate la Romania
- Il 7 giugno 2022 lasciano il gruppo Oana Marciana Özmen, che aderisce al gruppo del Partito Nazionale Liberale, e Andrei Răzvan Lupu, che aderisce al gruppo dei Non iscritti.
- Il 20 giugno 2022 lascia il gruppo Cristina Camelia Rizea, che aderisce al gruppo dei Non iscritti.
- Il 21 giugno 2022 lascia il gruppo Alin Costel Prunean, che aderisce al gruppo dei Non iscritti.
- Il 22 giugno 2022 lascia il gruppo Lóránt Zoltan Sas, che aderisce al gruppo dei Non iscritti.
- Il 27 giugno 2022 lasciano il gruppo Tudor Vlad Benga, Oana Alexandra Cambera, Cristian Paul Ichim e Daniel Liviu Toda, che aderiscono al gruppo dei Non iscritti.
- Il 1º settembre 2022 lascia il gruppo Dragoș Cătălin Teniță, che aderisce al gruppo dei Non iscritti.
- Il 6 settembre 2022 lascia il gruppo Simina Geanina Daniela Tulbure, che aderisce al gruppo dei Non iscritti.
- Il 31 ottobre 2022 lascia il gruppo Mihai Laurențiu Polițeanu, che aderisce al gruppo dei Non iscritti.
- Il 1º febbraio 2023 lascia il gruppo Daniel Sorin Gheba, che aderisce al gruppo dei Non iscritti.
- Il 4 settembre 2023 lascia il gruppo Cosette Chichirău, che aderisce al gruppo dei Non iscritti.
- Il 25 marzo 2024 lascia il gruppo Beniamin Todosiu, che aderisce al gruppo del Partito Social Democratico.
- Il 2 settembre 2024 aderisce al gruppo Violeta Alexandru, proveniente dal gruppo dei Non iscritti.
- Il 23 settembre 2024 lasciano il gruppo Ion Marian Lăzar, che aderisce al gruppo del Partito Nazionale Liberale, e Radu Tudor Ciornei, che aderisce al gruppo dei Non iscritti.
- Il 5 novembre 2024 lascia il gruppo Marius Vulcan, che aderisce al gruppo dei Non iscritti.

 Alleanza per l'Unione dei Romeni 
- L'8 marzo 2021 lascia il gruppo Mihai Ioan Lasca, che aderisce al gruppo dei Non iscritti.
- Il 1º settembre 2021 lascia il gruppo Anamaria Gavrilă, che aderisce al gruppo dei Non iscritti.
- Il 22 marzo 2022 aderisce al gruppo Dumitru Flucuș, proveniente dal gruppo dei Non iscritti.
- Il 28 marzo 2022 lascia il gruppo Nicolae Roman, che aderisce al gruppo dei Non iscritti.
- Il 29 marzo 2022 lascia il gruppo Dănuț Aelenei, che aderisce al gruppo dei Non iscritti.
- Il 13 aprile 2022 lascia il gruppo Ciprian Ciubuc, che aderisce al gruppo dei Non iscritti.
- Il 4 maggio 2022 lascia il gruppo Daniel Gheorghe Rusu, che aderisce al gruppo dei Non iscritti.
- Il 6 febbraio 2023 lascia il gruppo Dumitru Viorel Focșa, che aderisce al gruppo dei Non iscritti.
- Il 3 aprile 2023 lascia il gruppo Vasile Nagy, che aderisce al gruppo dei Non iscritti.
- Il 2 maggio 2023 aderisce al gruppo Daniel Sorin Gheba, proveniente dal gruppo dei Non iscritti.
- Il 30 maggio 2023 aderisce al gruppo Dănuț Aelenei, proveniente dal gruppo dei Non iscritti.
- Il 19 giugno 2023 aderisce al gruppo Dumitru Coarnă, proveniente dal gruppo dei Non iscritti.
- Il 13 novembre 2023 aderiscono al gruppo Florică Ică Calotă, proveniente dal gruppo del Partito Nazionale Liberale, Dumitru Viorel Focșa e Daniel Florea, provenienti dal gruppo dei Non iscritti. Lascia il gruppo Raluca Maria Borta, che aderisce al gruppo dei Non iscritti.
- Il 21 novembre 2023 aderisce al gruppo Ana Loredana Predescu, proveniente dal gruppo del Partito Social Democratico.
- Il 5 febbraio 2024 aderisce al gruppo Cornel Vasile Folescu, proveniente dal gruppo del Partito Social Democratico. Lascia il gruppo Dumitru Coarnă, che aderisce al gruppo dei Non iscritti.
- Il 19 febbraio 2024 aderisce al gruppo Marius Eugen Ostaficiuc, proveniente dal gruppo del Partito Social Democratico. Lascia il gruppo Raisa Enachi, che aderisce al gruppo dei Non iscritti.
- Il 4 marzo 2024 lascia il gruppo Dumitru Viorel Focșa, che aderisce al gruppo dei Non iscritti.
- L'8 aprile 2024 lascia il gruppo Cornel Vasile Folescu, che aderisce al gruppo del Partito Nazionale Liberale.
- Il 27 maggio 2024 lascia il gruppo Florică Ică Calotă, che aderisce al gruppo dei Non iscritti.
- L'8 agosto 2024 lascia il gruppo Daniel Florea, che aderisce al gruppo dei Non iscritti.
- Il 1º settembre 2024 lascia il gruppo Ana Loredana Predescu, che aderisce al gruppo dei Non iscritti.
- Il 14 ottobre 2024 lascia il gruppo Daniel Sorin Gheba, che aderisce al gruppo del Partito Social Democratico.
- Il 21 ottobre 2024 lasciano il gruppo Ringo Dămureanu e Lilian Scripnic, che aderiscono al gruppo dei Non iscritti.
- Il 28 ottobre 2024 aderisce al gruppo Daniel Gheorghe Rusu, proveniente dal gruppo dei Non iscritti.

 Unione Democratica Magiara di Romania 
- L'8 febbraio 2021 lascia il gruppo Norbert Apjok, che aderisce al gruppo dei Non iscritti[22].

Minoranze etniche
- Il 14 giugno 2022 lascia il gruppo Andi-Gabriel Grosaru, che aderisce al gruppo dei Non iscritti.